# Nawałnik bury

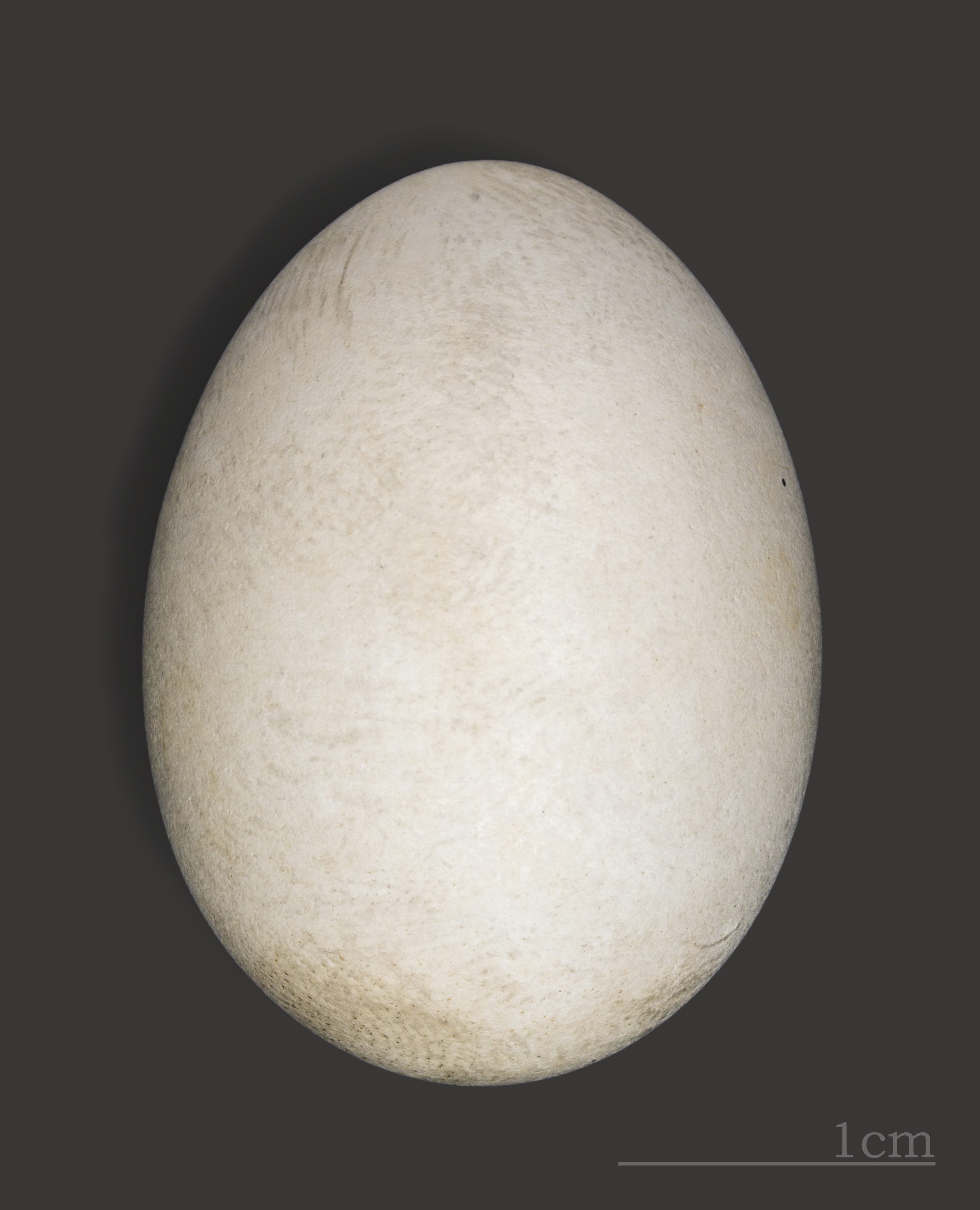
Jajo z kolekcji muzealnej

Nawałnik bury (Hydrobates homochroa) – gatunek średniej wielkości ptaka morskiego z rodziny nawałników (Hydrobatidae). Zasiedla wody i wyspy u wybrzeży południowo-zachodnich Stanów Zjednoczonych oraz północno-zachodniego Meksyku. Gatunek monotypowy, zagrożony wyginięciem.
MorfologiaDługość ciała 25–27 cm, masa ciała 35–40 g. Cały ciemnobrązowy, z jasnym pasem na pokrywach II-rzędowych i szarymi nogami. Wyraźnie rozwidlony ogon. Krótkie skrzydła i ich płytkie uderzenia odróżniają go od innych ciemnych nawałników.
EkologiaNajprawdopodobniej przebywa w pobliżu kolonii cały rok, choć odwiedza ją tylko w nocy. Wtedy też żeruje. Wydaje chrapliwe odgłosy. Większość populacji gniazduje na wyspach wokół wybrzeży Kalifornii. Składa 1 jajo, inkubacja trwa 45 dni, młode opuszczają gniazdo po 84 dniach.
StatusPrzez IUCN od 2004 roku klasyfikowany jest jako zagrożony (EN – Endangered). Populacja liczy około 5200 – 10 000 osobników, gniazdujących w 17 koloniach. BirdLife International uznaje trend liczebności populacji za spadkowy. Zagrażają mu drapieżniki, np. mewy i sowy oraz wycieki ropy.